# Sospita naram
Sospita naram är en fjärilsart som beskrevs av Hans Fruhstorfer 1914. Sospita naram ingår i släktet Sospita och familjen juvelvingar. Inga underarter finns listade i Catalogue of Life.